# Neor-tó
A Neor-tó (Perzsa nyelven: دریاچه نِئور) egy sekély tó Iránban, Gilán tartományban, a Baghru hegységben, mintegy 2500 méteres tengerszint feletti magasságban. A tó az eocén földtörténeti korszakban keletkezett.

## Földrajz
A 220 hektáron elterülő és legmélyebb pontján 5,5 méter mély tavat a környékbeli hegyvidék felszíni vizei táplálják. A tófenék két egymástól lekülönülő medencéből áll. Átlagos mélysége három méter. A környéken az éves csapadékmennyiség 400 milliméter körül alakul. A tó Ardabíltől délkeletre 48 kilométernyire fekszik.
A tóban élő halfajok a következők: pisztráng, ponty. A tó környékét nádasok és mocsarak borítják.

## Fordítás
Ez a szócikk részben vagy egészben  a   Neor Lake című angol Wikipédia-szócikk ezen változatának fordításán alapul.  Az eredeti cikk szerkesztőit annak laptörténete sorolja fel. Ez a jelzés csupán a megfogalmazás eredetét és a szerzői jogokat jelzi, nem szolgál a cikkben szereplő információk forrásmegjelöléseként.